# Coryphopteris subbipinnata
Coryphopteris subbipinnata är en kärrbräkenväxtart som beskrevs av Holtt. Coryphopteris subbipinnata ingår i släktet Coryphopteris och familjen Thelypteridaceae. Inga underarter finns listade.